# دزرت ایگل
دزرت ایگل (به انگلیسی: Desert Eagle) یا عقاب صحرا نام یک پیستول نیمه‌خودکار مسلح‌شونده با گاز فشنگ ساخت شرکت مگنوم ریسرچ ایالات متحده آمریکا می‌باشد. این اسلحه تا ۱۹۹۵ در صنایع نظامی اسرائیل ساخته‌می‌شد؛ از این زمان مگنوم ریسرچ با جنرال داینامیکس برای تولید عقاب صحرا قرارداد بست، ولی در ۱۹۹۸ دوباره به صنایع نظامی اسرائیل (در آینده با نام صنایع جنگ‌افزار اسرائیل شناخته‌شد) سپرده‌گردید.
نظر به استفاده از آن در فیلم‌های سینمایی بسیاری، این اسلحه محبوبیت بسیاری داشته و آمار خرید آن نیز بالاست